# Iambia velutina
Iambia velutina är en fjärilsart som beskrevs av Felder 1874. Iambia velutina ingår i släktet Iambia och familjen nattflyn. Inga underarter finns listade i Catalogue of Life.